# Star Wars Fan Film Awards
Die Star Wars Fan Film Awards sind ein jährlich stattfindender Filmwettbewerb der Produktionsfirmen Lucasfilm und Atomfilms für Fans der Star-Wars-Saga. Im Jahr 2002 unterstützte Lucasfilm den Wettbewerb erstmals offiziell. 2007 wurde der Wettbewerb in Star Wars Fan Movie Challenge umbenannt. 2012 gab Lucasfilm die Einstellung des Wettbewerbes mit der Begründung bekannt, dass das Unternehmen fortan nach neuen Wegen suche, um die Kreativität der Fans zu würdigen und zu veröffentlichen.
Im Jahr 2014 gab das Unternehmen bekannt, dass der Wettbewerb erstmals nach drei Jahren und mit neuen Genres erneut stattfinden würde. Die besten Kurzfilme wurden bei der Star Wars Celebration 2015 in Anaheim, Kalifornien, vorgestellt.

## Kategorien
Die Preise werden in verschiedenen Kategorien vergeben. Der Hauptpreis des Wettbewerbes ist der George Lucas Select Award, mit dem der Film prämiert wird, der George Lucas am besten gefällt. Der Audience Choice Award wird von einem weltweiten Publikum über die Internetseite Atom.com gewählt, auf der alle Filme der Finalisten veröffentlicht werden. Der Pioneer Award wird an Filme vergeben, die das Genre näher definieren, verändern oder beeinflussen. Weitere Preise werden von einer Jury vergeben, die aus Mitarbeitern der Produktionsfirmen Atomfilms und Lucasfilm besteht.

## Preisträger

### 2002
- George Lucas Selects Award – Christmas Tauntauns; Matt Bagshaw (Regisseur)
- Audience Choice Award – Star Wars Gangsta Rap; Thomas Lee (Regisseur)
- Best Animation – Jar Jar’s Walking Papers; Joe Fournier (Regisseur)
- Best Documentary – Waiting for Jar Jar; Meredith Bragg (Regisseur)
- Best Mockumentary – SW Project; Gregory Hiltz (Regisseur)
- Spirit of Fandom Award – Figure Club; Matt Petrilla (Regisseur)
- Young Jedi Award – Sparring Program; David Tomaszewski (Regisseur)
- Best Comedy – Stargeeks; Marc A. Samson (Regisseur)
- Best Short Subject – A New Dope; Chris Gortz (Regisseur)
- Pioneer Award – Troops; Kevin Rubio (Regisseur)

### 2003
- George Lucas Selects Award – Pink Five; Trey Stokes (Regisseur)
- Audience Choice Award – The Jedi Hunter; John E. Hudgens (Regisseur)
- Skywalker Sound Award – Carbonite; Mark Rusciano (Regisseur)
- Best Animation – Trooper Clerks; Jeff Allen (Regisseur)
- Spirit of Fandom Award – Silent But Deadly #2; Jeff Cioletti (Regisseur)
- Best Commercial Parody – Dark Side Switch Campaign; Daniel Johnson (Regisseur)
- Pioneer Award – Hardware Wars; Ernie Fosselius (Regisseur)

### 2004
- George Lucas Selects Award – Escape from Tatooine; David Tomaszewski (Regisseur)
- Audience Choice Award – Pink Five Strikes Back; Trey Stokes (Regisseur)
- Best Comedy – Recruitment; Scott Zier (Regisseur)
- Best Animation – Wampa; Andreas Peterson (Regisseur)
- Spirit of Fandom Award – 8 Minutes; Wendy Woody (Regisseur)
- Best Crossover Spoof – Carbonite Confusion; Ryan Simmons (Regisseur)
- Pioneer Award – George Lucas in Love; Joe Nussbaum (Regisseur)

### 2005
- George Lucas Selects Award – For the Love of the Film; Barry Curtis & Troy Metcalf (Regisseur)
- Audience Choice Award – Sith Apprentice; John E. Hudgens (Regisseur)
- Spirit of Fandom Award – Boba; Mark Rusciano (Regisseur)
- Best Animation – Walk in a Bamboo Bush; Tetsuro Sakai (Regisseur)
- Best Comedy – Cheap Seats; Robert Reeves (Regisseur)
- Best Crossover Spoof – Anakin Dynamite; Wayne Barnes (Regisseur)
- Best Original Concept – Star Wars: Elements; Robert Bunch (Regisseur)
- Best Original Song – One Season More; Timothy Edward Smith (Regisseur)
- Pioneer Award – Return of the Ewok; David Tomblin (Regisseur)

### 2006
- George Lucas Selects Award – Pitching Lucas; Shane Felux (Regisseur)
- Audience Choice Award – Pitching Lucas; Shane Felux (Regisseur)
- Spirit of Fandom Award – Memoirs of a Padawan; Michael Q. Yowhan (Regisseur)
- Best Comedy – Sith'd; Brian Silva (Regisseur)
- Best Commercial Parody – Blue Milk; William Grammer (Regisseur)

### 2007
- George Lucas Selects Award – Chad Vader - Day Shift Manager; Blame Society Productions (Regisseur)
- Audience Choice Award – Forced Alliance; Randolph Bookman & Gerry Santos (Regisseur)
- Best Short Subject – Incident at Toshi Station; Tyler Soper (Regisseur)
- Best Animation – IG-88: The Dancing Robot; Anton Bogarty (Regisseur)
- Best Action – Essence of the Force; Pat Kerby (Regisseur)
- Best Comedy – The Eyes of Darth Tater; Lee Vehe (Regisseur)
- Best Fan Fiction – Forced Alliance; Randolph Bookman & Gerry Santos (Regisseur)

### 2008
- George Lucas Selects Award – Padmé; Robert Reeves (Regisseur)
- Audience Choice Award – George Lucas Hip-Hop Awards; Kay Minckiewicz & Mark Minckiewicz (Regisseur)
- Best Comedy – Paraphrase Theater; Will Carlough (Regisseur)
- Best Visual Effects – Ryan vs. Dorkman 2; Ryan Wieber & Michael Scott (Regisseur)
- Best Creature / Character Makeup – Contract of Evil; Lou Klein (Regisseur)
- Best Short Subject – The Empire Strikes Back in 60 Seconds; Oliver Jones (Regisseur)
- Best Parody – Star Wars Grindhouse: Don’t Go In The Endor Woods; Michael Ramova (Regisseur)
- Best Animation – George Lucas Hip-Hop Awards; Kay Minckiewicz & Mark Minckiewicz (Regisseur)

### 2009
- George Lucas Selects Award - Star Wars Retold; Joseph Nicolosi (Regisseur)
- Audience Choice Award - Saber; Clare Grant, Rileah Vanderbilt, Adam Green and Mike Civitano
- Best Action Award - Saber; Clare Grant, Rileah Vanderbilt, Adam Green and Mike Civitano
- Spirit of Fandom Award - Star Wars: Cinemagic; Joe Presswood (Regisseur)
- Best Comedy Award - Star Wars: Episode XVI - Family Dysfunction; Rich Scheirmann (Regisseur)
- Best Animation Award - Star Wars in a Notebook; Oscar Triana (Regisseur)
- Best Parody Award - Star Sports: Episode M - Theatrical Trailer; Jeff Capone (Regisseur)

### 2010
- George Lucas Selects Award - The Unconscious Sith; Adam White
- Audience Choice Award - Renaissance (Redux);
- Best Action Heroes Award - Chronicles of Young Skywalker;
- Spirit of Fandom Award - Star Wars 70s Animation;
- Best Animation Award - The Solo Adventures;
- Best Sequel Award - The Notebook Strikes Back; Oscar Triana (Regisseur)
- Best Cinematography Award - Makazie One;

### 2011
- George Lucas Selects Award – Star Wars: Unlimited Power; Eliot Sirota (Regisseur)
- Audience Choice Award – A Light in the Darkness; Fed Wetherbee (Regisseur)
- Spirit of Fandom – The Tentacle Trap; James Austen (Regisseur)
- Best Acting – Star Wars: Hunter; Sasha Nixon (Regisseur)
- Best Animated Feature – Bounty Hunter II: Pit of Carkoon; Jim Mehsling (Regisseur)
- Best Comedy – Solo Forever; Trey Albright (Regisseur)
- Best Fan Fiction – A Light in the Darkness; Fed Wetherbee (Regisseur)
- Best Sequel – The Unconscious Sith Strikes Back; Adam White (Regisseur)

### 2015
- Filmmaker Select Award – The Lesser Evil
- Audience Choice Award – Journey of a Fan Film
- Best Non-Fiction Award – Journey of a Fan Film
- Best Comedy Award – Bounty Buddies
- Best Animation Award – Star Wars: A New Employee Orientation
- Spirit of Fandom Award – Force-Full Imagination
- Best Visual Effects – Knights of the Old Republic: Broken Souls